# Peniocereus
Peniocereus (A. Berger) Britton & Rose – rodzaj sukulentów z rodziny kaktusowatych. Przedstawiciele występują w południowo-zachodnich Stanach Zjednoczonych, północnym, środkowym i zachodnim Meksyku na południe do Chiapas.

## Systematyka
Synonimy
Cullmannia Distefano, Neoevansia W. T. Marshall, Nyctocereus (A. Berger) Britton & Rose,
Pozycja systematyczna według APweb (aktualizowany system APG III z 2009)
Należy do rodziny kaktusowatych (Cactaceae) Juss., która jest jednym z kladów w obrębie rzędu goździkowców (Caryophyllales) i klasy roślin okrytonasiennych. W obrębie kaktusowatych należy do plemienia Pachycereeae, podrodziny Cactoideae.
Pozycja w systemie Reveala (1993-1999)
Gromada okrytonasienne (Magnoliophyta Cronquist), podgromada Magnoliophytina Frohne & U. Jensen ex Reveal, klasa Rosopsida Batsch, podklasa goździkowe (Caryophyllidae Takht.), nadrząd Caryophyllanae Takht., rząd goździkowce (Caryophyllales Perleb), podrząd Cactineae Bessey in C.K. Adams, rodzina kaktusowate (Cactaceae Juss.), rodzaj Peniocereus (A. Berger) Britton & Rose.
Gatunki
- Peniocereus castellae Sanchez-Mej.
- Peniocereus castellanosii (Scheinvar) Scheinvar
- Peniocereus cuixmalensis Sánchez-Mej.
- Peniocereus fosterianus Cutak
- Peniocereus greggii (Engelm.) Britton & Rose
- Peniocereus guatemalensis (Britton & Rose) D.R. Hunt
- Peniocereus haackianus Backeb.
- Peniocereus hirschtianus (K.Schum.) D.R.Hunt
- Peniocereus johnstonii Britton & Rose
- Peniocereus lazaro-cardenasii (J.L.Contr. & al.) D.R.Hunt
- Peniocereus macdougallii Cutak
- Peniocereus maculatus (Weing.) Cutak
- Peniocereus marianus (Gentry) Sanchez-Mej.
- Peniocereus marnierianus Backeb.
- Peniocereus oaxacensis (Britton & Rose) D.R.Hunt
- Peniocereus occidentalis Bravo
- Peniocereus papillosus (Britton & Rose) U. Guzmán
- Peniocereus rosei J.G.Ortega
- Peniocereus striatus (Brandegee) Buxb.
- Peniocereus tepalcatepecanus Sanchez-Mej.
- Peniocereus viperinus (F.A.C.Weber) Buxb.
- Peniocereus zopilotensis (J.Meyrán) Buxb.